# Dombeya longipedicellata
Dombeya longipedicellata är en malvaväxtart som beskrevs av Bénédict Pierre Georges Hochreutiner. Dombeya longipedicellata ingår i släktet Dombeya och familjen malvaväxter. Inga underarter finns listade i Catalogue of Life.